# 澳門之味
《澳門之味》（英語：Crunch and Munch in Macau）是由中國中央電視台及澳門特別行政區政府新口岸區工商聯會聯合拍攝的一部以澳門飲食文化為主題的大型4K紀錄片。第一季節目共有4集，於2021年12月18日在中國中央電視台綜合頻道（CCTV-1）、中國中央電視台紀錄頻道（CCTV-9）及中國中央電視台中文國際頻道（CCTV-4）晚上8時30分同步首播，並於同年12月20日在澳廣視澳視澳門和澳門綜藝頻道首播。

## 簡介
第一季：《澳門之味》是通過展現一道道澳門美食誕生、流變、興盛的過程以及美食背後澳門百姓的故事，帶領觀眾走近澳門，從飲食文化的角度全面展示具有澳門特色的「一國兩制」成功實踐，全面反映澳門美食的誕生、流變、興盛過程以及美食背後的澳門文化，講述食物背後包括澳門本地人與祖國、世界或當代現實的傳奇關聯。在紀錄片中展示出澳門不同的街頭美食，生動呈現澳門全球創意城市網絡“世界美食之都”的獨特魅力，製作團隊分組通過兵分四路，深入大街小巷，對澳門大小餐廳共計397家，進行了詳盡調研，並最終梳理出4集精彩紛呈的50分鐘節目內容。

## 沿革

### 第一季
2020年12月26日，本節目於中央廣播電視總台亞太總站揭牌儀式上同場舉行開機儀式，由行政長官賀一誠、中共中央宣传部副部長兼中央廣播電視總台台長慎海雄共同主禮。賀一誠致詞時表示，央視總台帶來豐富的採編和節目經驗，以美食作為切入點，可反映世界多元文化在澳門的交融共存，以及充分展示澳門社會經濟在一國兩制及“一帶一路”中成功實踐的發展和活力。
2021年11月24日，中央廣播電視總台與澳廣視於廣州舉行賽事媒體權利授權簽約暨本節目啟播儀式。行政長官賀一誠亦出席該儀式，他致辭時表示，“打造以中華文化為主流、多元文化共存的交流合作基地”是《粵港澳大灣區發展規劃綱要》賦予澳門的定位，體現有澳門中西文化薈萃交融的獨特優勢。又冀望央視總台帶出將本節目傳播到世界各地，說明澳門是一座安全宜遊的旅遊城市。儀式簽署上，中央廣播電視總台授權澳門廣播電視股份有限公司播出本紀錄片，並配套發行相關圖書、音像製品和文創產品等。
2021年11月30日，中央廣播電視總台宣佈，為慶祝澳門回歸祖國22周年之際，本紀錄片計劃在12月20日前後於中國中央電視台紀錄頻道（CCTV-9）播出，作為中央廣播電視總台影視劇紀錄片中心為貫徹落實《中央廣播電視總台與澳門特區政府深化戰略合作框架協定》首批合作項目之一，從飲食文化角度全面展示具有澳門特色「一國兩制」成功實踐的重點紀錄片專案。
2021年12月20日下午3時，中央廣播電視總台與澳門特別行政區政府於澳門美高梅大宴會廳就本紀錄片舉行啟播儀式，共四集紀錄片當天起於澳廣視澳視澳門及澳門綜藝頻道播出，社會文化司司長歐陽瑜出席儀式。
2022年1月27日，新口岸區工商聯會與澳門航空簽署播出版權，社會文化司司長歐陽瑜出席見證，澳門航空於各航線上通過本紀錄片宣傳澳門美食之都及安全宜遊城市。

### 第二季（計劃中）
2022年8月15日，澳門特別行政區政府和中央廣播電視總台於澳門和北京兩地同步舉行新一輪合作啟動儀式。儀式上發佈將推出第二季《澳門之味》節目。

## 歌曲
主題曲由澳門青年交響樂團演奏。

## 媒體播放

### 境內播放
本紀錄片第一集於2021年12月18日在中國中央電視台綜合頻道（CCTV-1）、中國中央電視台紀錄頻道（CCTV-9）及中國中央電視台中文國際頻道（CCTV-4）晚上8時30分同步播出，中央人民廣播電台大灣區之聲亦同步播出。第二集於2021年12月19日晚上10時30分在中國中央電視台綜合頻道（CCTV-1）、中國中央電視台紀錄頻道（CCTV-9）及中國中央電視台中文國際頻道（CCTV-4）晚上8時30分同步播出，中央人民廣播電台大灣區之聲亦同步播出。

### 澳門播放
澳廣視旗下的電視頻道澳門綜藝於2021年12月20日晚上8時45分首播，其後澳視澳門於當天《晚間新聞》後重播，以普通話原聲播出。
2022年1月27日，新口岸區工商聯會與澳門航空簽署播出版權授權書。根據協議，《澳門之味》預計農曆新年期間在澳航各航線上播出。

### 香港播放
- 香港TVB翡翠台（粵語配音版本）

## 分集
第一季
| 集数 | 標題           | 首播日期       |
| ---- | -------------- | -------------- |
| 1    | Made in Macao  | 2021年12月18日 |
| 2    | 好食不過澳門街 | 2021年12月19日 |
| 3    | 餐桌的年輪     | 2021年12月20日 |
| 4    | 戀曲1999       | 2021年12月21日 |

## 延伸活動
澳門之味巡禮—五都薈萃（英語：“Crunch and Munch Fair in Macao – Fiesta for Five”）是由澳門新口岸區工商聯會主辦、澳門特別行政區政府旅遊局協辦，以及六間大型旅遊綜合渡假休閒企業合辦的特色美食文化主題推廣活動，自2022年起於路氹連貫公路巴黎人花園舉行，邀請到五個美食之都包括中國大陸四川省成都市、廣東省佛山市順德區；江蘇省揚州市、淮安市以及澳門本地的美食商號參與，現場更設有美食旅遊推介、藝術表演、中葡文化音樂節及互動遊戲等。

### 2022年
2022年12月，澳門新口岸區工商聯會承接紀錄片《澳門之味》的成功，舉行該延伸活動，定於2022年12月16日至26日一連11天舉行，展現成都、順德、揚州、淮安及澳門五都的美食魅力與文化風采。作為路氹城首個大型戶外美食文化活動，集旅遊、美食、購物、文創、中葡文化推廣、會展及娛樂於一體，共設106個展位，劃分多個主題區，讓居民和旅客嚐盡五都滋味。
此外，活動將安排一連串節目表演助興，包括美食旅遊推介、藝術表演、中葡文化音樂節及互動遊戲等，更安排31名來自5個“創意城市美食之都”城市的知名廚師於現場進行23場廚藝展示，將聯合多個中國大陸主流媒體進行推廣，積極宣傳澳門“美食之都”的魅力，傳承多元美食文化共存的特色。活動更邀請到來自中國大陸、澳門及葡萄牙音樂人共同打造主題曲《知味澳門》，並於開幕式上進行首次公開演出，並聯合中央廣播電視總台、廣東廣播電視台大灣區衛視及湖南衛視芒果台作推廣宣傳。

### 2023年
2023年，主辦單位改由澳門特別行政區政府旅遊局與澳門新口岸區工商聯會聯合主辦、澳門六家綜合度假休閒企業合辦，於2023年10月19日至29日，每天15:30-22:30繼續在路氹連貫公路巴黎人花園舉行。活動再度匯聚成都、順德、澳門、揚州及淮安五個“創意城市美食之都”的餐飲業界參與，現場設置107個展位，當中包括成都、順德、揚州、淮安四地美食攤位各5個，合計20個；設手工啤酒區，展位10個；澳門六家綜合度假休閒企業展位合計6個；澳門本地美食攤位60個，（熟食展位54個，甜品飲品6個）；中葡文化產品5個；文創＋遊戲攤位6個。活動是作為首個聯動第28屆澳門國際貿易投資展覽會的大型戶外美食活動，期望借助MIF的市場化、專業化及品牌效應，在“旅遊+美食+文化”的基礎上注入更多元化的商務元素，助推文、商、旅融合聯動；活動期間，為緩解澳門本地中小企經營壓力，活動免收參展費用。參展商戶在活動期間所得營業收入全歸展商所有。
在活動舉行期間，中國中央電視台紀錄頻道（CCTV-9）重播本節目，於10月23日至26日，每天下午3時；及10月30日至11月2日，每天晚上10時，四集聯播。透過活動及節目重播通過澳門美食向全國乃至全世界講好澳門故事，傳播澳門文化，使外界走近澳門、瞭解澳門、愛上澳門。
主辦方於第二屆活動中，甄選50家澳門特色美食商戶，涵蓋澳門葡國菜、土生菜、東南亞美食及日韓料理等，展現澳門多元美食文化共存的特色。當中亦包括多家“特色店”，讓居民及旅客一站式品嚐具代表性的“澳門味道”；活動更首次增設“五都”特色手工啤酒及葡語國家餐飲元素，並安排“葡語系音樂專場”、電音、DJ打碟、街舞及樂隊表演等一連串節目演出，更邀請到多家中國大陸主流媒體包括中央廣播電視總台、湖南廣播電視台芒果TV及廣東廣播電視台大灣區衛視等為活動宣傳，以美食作招徠，吸引旅客到來和增強吸引力擴展客源。
主辦單位於活動期間，另設兩條穿梭巴士路線往返澳門半島羅保博士街及六家綜合度假休閒企業旗下路氹區酒店往來活動場地，服務時間為活動日期間每日15:30至22:30，約每45至60分鐘一班。
- A線：中區羅保博士街（近澳門廣場）⇔ 活動場地（路氹金光大道公園）
- B線：活動場地（路氹金光大道公園）→ 上葡京 → 永利皇宮 → 美獅美高梅 → 澳門銀河（鑽石大堂）→ 新濠影匯 → 澳門威尼斯人（西翼大堂）→ 活動場地（路氹金光大道公園）

第二屆活動更與澳門國際旅遊(產業)博覽會同期在澳門威尼斯人會議展覽中心舉行，主辦方之一的澳門特別行政區政府旅遊局邀請了「五都」以及其他「美食之都」的知名廚師，帶來澳門規模最大的廚藝展示，一同展示「美食之都」的實力及魅力。澳門新口岸區工商聯會指活動成功將四都的人氣參展商「引進來」澳門，讓旅客及市民可以一站式感受到「美食之都」的創新活力和美食文化風采。
2023年11月3日，主辦方公佈活動圓滿舉行，共吸引近13萬人次進場。活動集旅遊、美食、文創、會展、演藝和影視於一體，發揮“旅遊＋”跨界融合的效應。當局聯合中國大陸主流媒體進行推廣，目前廣東廣播電視台曝光量達4.27億，另有中央廣播電視總台及湖南廣播電視台芒果TV宣傳。與此同時，旅遊局通過微信、微博、小紅書、抖音、Tiktok、Facebook及Instagram等多平台加推宣傳，其中，微信曝光量逾245萬，帶動觀眾感受活動氛圍吸引客人到場尋“味”，進一步展示澳門“創意城市美食之都”的多樣性。

## 軼事
於第一季第一集Made in Macao取景拍攝地點之一，開業達105年位於水坑尾街的「坤記餐室」，有傳因為年輕一代不想接手，後繼無人的情況下，最終選擇於2023年11月10日起光榮結業。在結業前的最後一天，吸引不少熟客、旅客大排長龍，希望臨別秋波，留下對坤記最後的回憶和情懷。後於2024年經本地商人說服林氏家族，批准接手於原址繼續經營，於同年7月1日重新營業。

## 外部連結
- 中國中央電視台官方網站 （页面存档备份，存于）